# 1991년 벤쿠버 국제 영화제
제10회 벤쿠버 국제 영화제는 1991년 10월 4일에 열린 시상식이다.

## 수상 및 후보

### 캐나다영화인기상
- 하이웨이 61 - 브루스 맥도널드 수상

### 캐나다영화 최고각본상
- The Events Leading Up To My Death - Bill Robertson 수상

### 국제영화인기상
- 마샤와 나 - Jiri Weiss 수상